# Avalanche (álbum)
Avalanche es el cuarto álbum de estudio de la banda estadounidense Mountain, publicado en julio de 1974 a través del sello discográfico Columbia/Windfall Records.

## Grabación y producción
Mountain comenzó a grabar Avalanche en enero de 1974. La banda terminó las sesiones de grabaciones en febrero del mismo año, que coincidió con el lanzamiento de su álbum en vivo Twin Peaks. El álbum mostró a la banda refinando su sonido característico en lugar de explorar nuevas vías musicales. Contó con el regreso del baterista Corky Laing y fue la única grabación de la banda con el guitarrista David Perry.
Avalanche se grabó después de un período de semirretiro debido a la pérdida de audición de Felix Pappalardi como resultado de los estruendosos espectáculos teatrales de Mountain. Su reemplazo interino fue el bajista de Cream, Jack Bruce, quien grabó y realizó giras con los demás bajo el sobrenombre de West, Bruce y Laing, un supergrupo que logró éxito comercial durante los tres años que estuvieron juntos.

## Canciones

### Lado uno
Avalanche incluye dos versiones de canciones que definen el género de la era del rock. La primera, «Whole Lotta Shakin' Goin' On» de Jerry Lee Lewis, se reformula como una pista de guitarra a toda velocidad. La segunda, «(I Can't Get No) Satisfaction» de the Rolling Stones, se transforma en un boogie de guitarra que recuerda al trabajo de Lynyrd Skynyrd. «Sister Justice», una canción de Pappalardi con Mellotron y acompañamiento de piano, es una muestra de su versatilidad como músico. «Alisan», un rutina de guitarra acústica de Leslie West, es un raro momento de tranquilidad para la banda. West acredita a Pappalardi como un guitarrista que actuó como mentor en su desarrollo musical. «Swamp Boy» lleva a la banda al ritmo de Creedence Clearwater Revival, una banda admirada por Mountain.

### Lado dos
«Thumbsucker», escrita por Pappalardi y su esposa Gail Collins, es un ejemplo de una canción de rock de doble sentido popular entre los grupos de heavy metal de la época. Las inclinaciones tradicionales de Pappalardi tienden a aflorar en canciones como «I Love to See You Fly». Las composiciones de West y Laing «You Better Believe It» y «Back Where I Belong» muestran el amor de West por el rock and roll, mostrando su talento a partir de los mejores escritores de ese estilo particular que existen. La canción de cierre, «Last of the Sunshine Days», es un blues ragtime hippie satírico cantado por Pappalardi.

## Recepción de la crítica
Un escritor no especificado de Billboard comentó: “A diferencia de muchos grupos de este tipo, Mountain siempre lo hizo bien. Aquí, no sólo obtenemos el esperado sonido de heavy metal, sino también el mismo excelente trabajo de guitarra acústica de West y algunas voces de muy buen gusto de West y Pappalardi. Quizás el mejor set general que la banda ha creado hasta ahora...” Un escritor no especificado de Cash Box declaró: “El álbum es un todo contiguo que recoge la esencia de Mountain y la envía sobre tu cabeza como, bueno, una avalancha”.

## Lista de canciones
| Lado uno |                                 |                                         |          |  |
| N.º      | Título                          | Escritor(es)                            | Duración |  |
| 1.       | «Whole Lotta Shakin' Goin' On»  | Dave Williams Myriam S. Davidson        | 5:05     |  |
| 2.       | «Sister Justice»                | Felix Pappalardi Gail Collins Wyatt Day | 3:58     |  |
| 3.       | «Alisan»                        | Leslie West                             | 4:41     |  |
| 4.       | «Swamp Boy»                     | Pappalardi Collins                      | 2:54     |  |
| 5.       | «(I Can't Get No) Satisfaction» | Mick Jagger Keith Richards              | 5:14     |  |

| Lado dos |                             |                         |          |  |
| N.º      | Título                      | Escritor(es)            | Duración |  |
| 1.       | «Thumbsucker»               | Pappalardi Collins      | 3:20     |  |
| 2.       | «You Better Believe It»     | West Corky Laing        | 5:47     |  |
| 3.       | «I Love to See You Fly»     | West Pappalardi Collins | 3:46     |  |
| 4.       | «Back Where I Belong»       | West Laing              | 2:56     |  |
| 5.       | «Last of the Sunshine Days» | Pappalardi Collins      | 3:47     |  |

## Créditos y personal
Créditos adaptados desde las notas de álbum de Avalanche.
Mountain
- Leslie West – voz principal y coros, guitarra líder y rítmica
- Felix Pappalardi – bajo eléctrico, órgano y coros
- Corky Laing – batería y percusiónes
- David Perry – guitarra rítmica

Personal técnico
- Felix Pappalardi – productor
- Bob d'Orleans – ingeniero de audio
- George Lopez – ingeniero asistente
- Gail Collins – ilustración, fotografía de portada
- Brad Joblin – fotografía de contraportada

## Posicionamiento
| Gráfica (1974)                            | Pico de posición |
| ----------------------------------------- | ---------------- |
| Canadá (RPM Top Albums)                   | 91               |
| Estados Unidos (Billboard Top LPs & Tape) | 102              |